# 2.ª Cúpula do Prosul
A 2.ª Cúpula do Prosul havia sido programada para julho de 2020 na cidade de Encarnación, no Paraguai, juntamente com a cúpula do Mercosul. Mas, devido à pandemia de COVID-19, o evento teve de ser adiado.
A cúpula marcaria a transferência da presidência do bloco do Chile ao Paraguai, mas a Colômbia solicitou a possibilidade de suceder o Chile na presidência, o que foi aceito tanto pelo Governo chileno quanto pelo Paraguai.
No dia 12 de dezembro de 2020 os presidentes da Colômbia e do Chile se reuniram presencialmente na cidade de Santiago, capital chilena, e reuniram-se através de forma virtual com os demais chefes de Estado e representantes dos países que formam o bloco para a realização do evento.

## Presidentes participantes

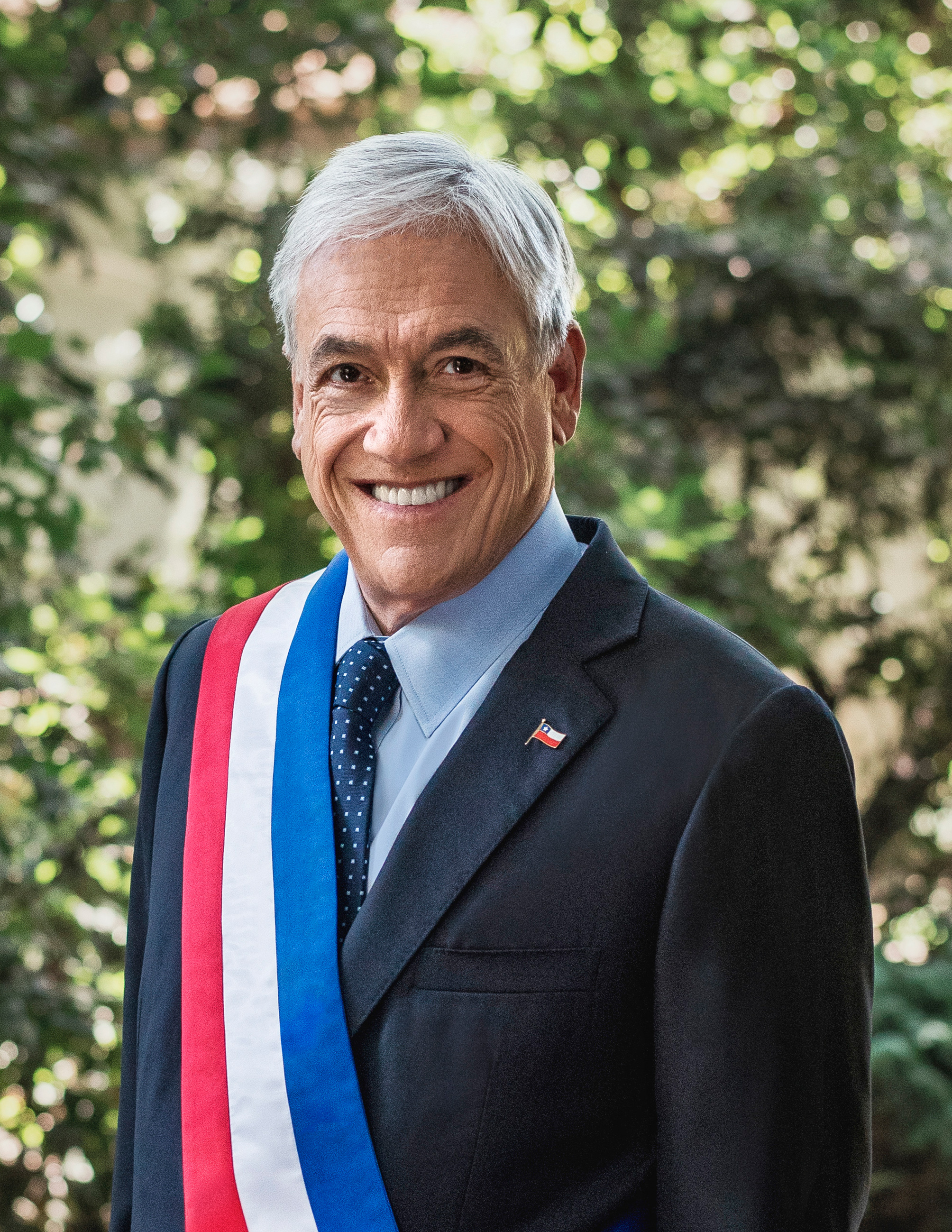
Chile Sebastián Piñera, Presidente (anfitrião)
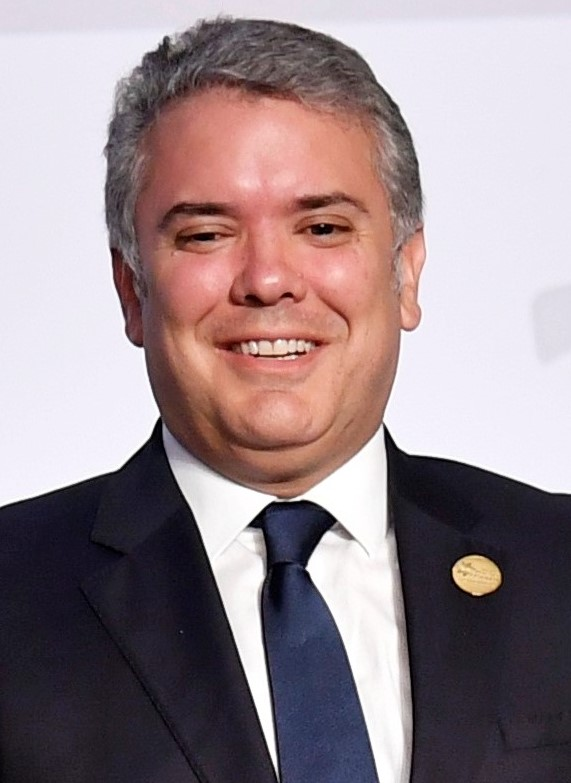
Colômbia Ivan Duque, Presidente
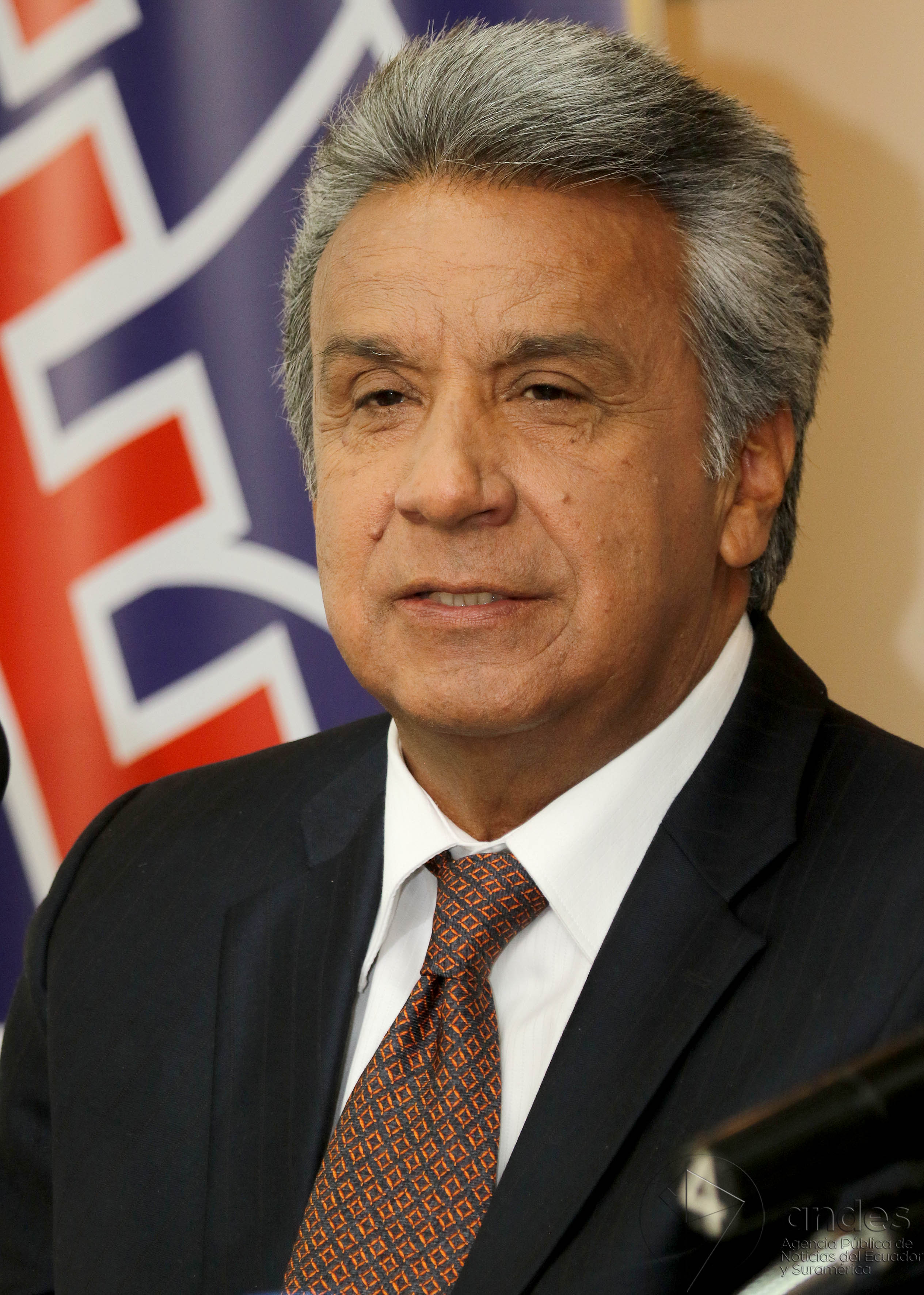
Equador Lenín Moreno, Presidente
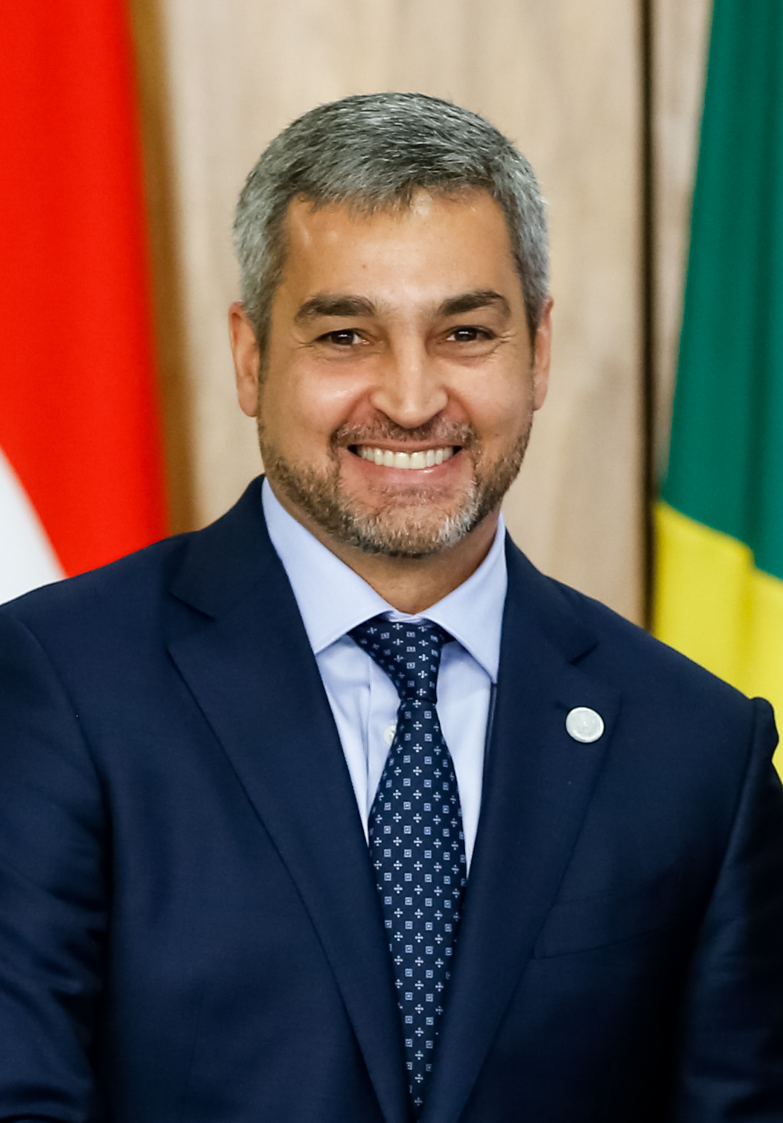
Paraguai Mario Abdo Benítez, Presidente
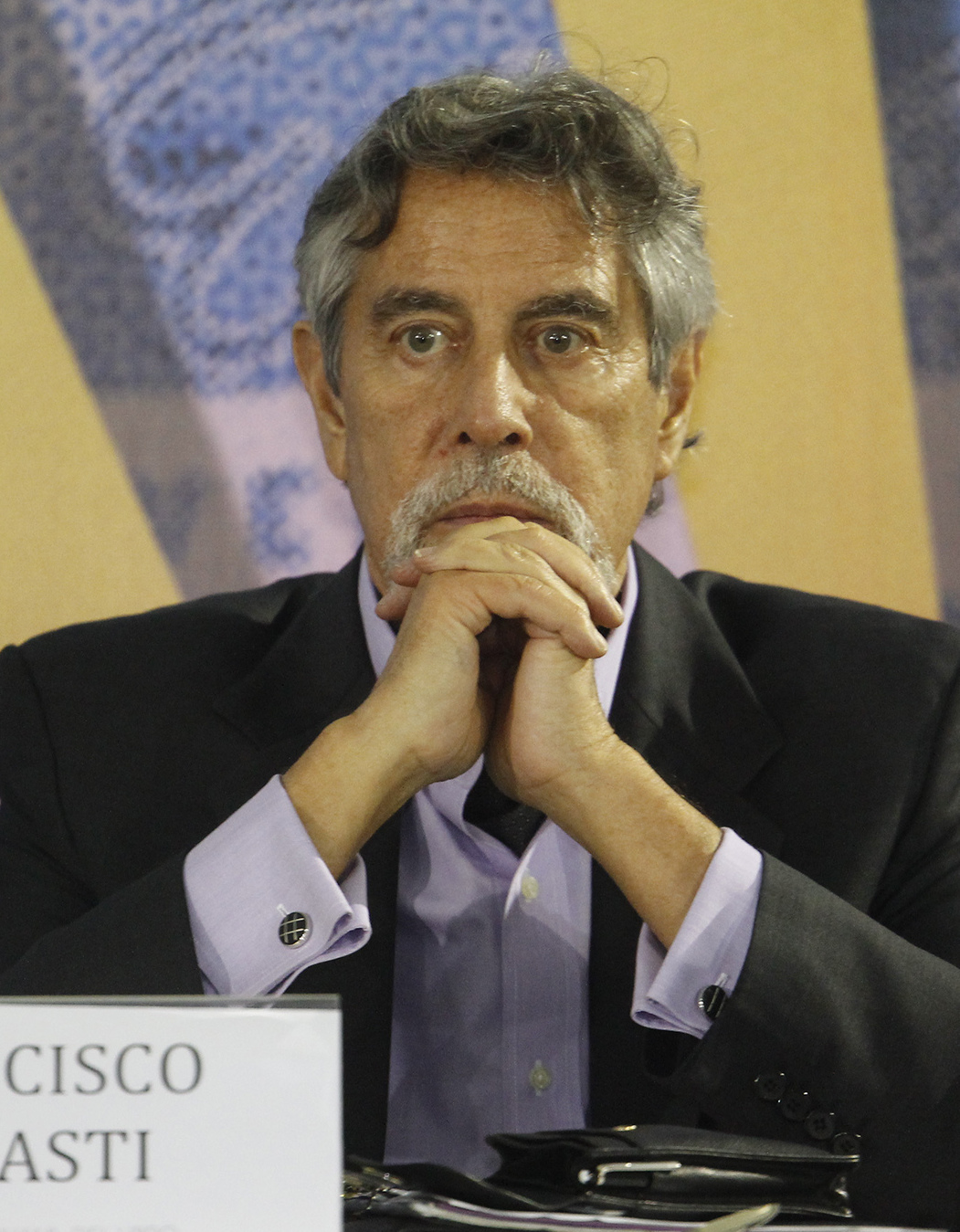
Peru Francisco Sagasti, Presidente interino

### Ausências
- Alberto Fernández, Presidente
- Jair Bolsonaro, Presidente
- Irfaan Ali, Presidente